# Aleurotrachelus pauliani
Aleurotrachelus pauliani là một loài côn trùng cánh nửa trong họ Aleyrodidae, phân họ Aleyrodinae.
Aleurotrachelus pauliani được Takahashi miêu tả khoa học đầu tiên năm 1960.